# Ozero Sjevino (sjö i Belarus, Vitsebsks voblast, lat 55,19, long 29,93)
Ozero Sjevino (ryska: Озеро Шевино) är en sjö i Belarus.   Den ligger i voblasten Vitsebsks voblast, i den nordöstra delen av landet, 210 km nordost om huvudstaden Minsk. Ozero Sjevino ligger 119 meter över havet. Arean är 0,33 kvadratkilometer. Den sträcker sig 1,0 kilometer i nord-sydlig riktning, och 0,9 kilometer i öst-västlig riktning.
I omgivningarna runt Ozero Sjevino växer i huvudsak blandskog. Runt Ozero Sjevino är det ganska tätbefolkat, med 75 invånare per kvadratkilometer.